# Lithophane variegata
Lithophane variegata là một loài bướm đêm trong họ Noctuidae.